# Sulzriegel (Bayerischer Wald)
Der Sulzriegel ist ein Berg im Bayerischen Wald im niederbayrischen Landkreis Freyung-Grafenau.
Der 1260 Meter hohe Berg besteht aus zwei kleinen, wenige hundert Meter voneinander entfernten Gipfeln. Er liegt etwa  zwei Kilometer südöstlich des etwas mehr als hundert Meter höheren Lusen. Im Süden etwa 1300 Meter entfernt liegt der Hohlstein (auch Großalmeyerschloss, 1260 m). In der Senke zwischen den beiden Bergen liegt der Tummelplatz, früher eine Viehweide (Schachten), heute Kreuzungspunkt einiger Wanderwege. Im Norden liegt der Hohe Filzberg (1279 m). Nach Osten hin fällt der Berg in das Tal des Reschbachs hinab. Die nächstgelegenen Ortschaften sind Finsterau im Osten und Waldhäuser im Westen. Die Felsformation auf dem Gipfel des Berges heißt Hochgfeichtetstein.
Wie der Lusen und einige andere umgebende Berge auch wurde der Fichtenbestand in der Gipfelregion des Sulzriegel durch den Borkenkäfer fast vollständig vernichtet. Da der Berg komplett im Nationalpark Bayerischer Wald liegt, wurden keine Gegenmaßnahmen ergriffen, sondern die Natur sich selbst überlassen (siehe hier). Inzwischen (Stand 2019) sind die nachwachsenden Fichten bis zu 6 Meter hoch und der Bestand schließt sich wieder.